# Benjamin Dumur
Pour les articles homonymes, voir Dumur.
Benjamin Dumur, né à L'Étivaz le 25 mai 1838 et mort à Pully le 11 février 1915, est un avocat, président de tribunal et historien vaudois,.

## Biographie
Benjamin Dumur est le cinquième des huit enfants de Jean-Louis Dumur et de Claire-Eugénie Gauteron. En 1851, Benjamin Dumur est élève de la Realschule de Bâle. Lors de son retour à Lausanne, il étudie au collège cantonal dès mars 1852. Après son baccalauréat, il entre à la faculté des Lettres de l'Académie de Lausanne avant de choisir le droit l'année suivante. Il est membre et secrétaire de la Société d'étudiants de Belles-Lettres de 1855 à 1856 et de celle de Zofingue de 1857 à 1861,,.
Il obtient sa licence de droit le 3 novembre 1861 et son brevet d'avocat le 23 février 1864. D'abord stagiaire au bureau Rogivue et Ruchonnet, il devient l'associé de ce dernier jusqu'au départ de Louis Ruchonnet en 1868 pour le Conseil d'État. Il prend seul la tête de l'étude jusqu'au 10 novembre 1869, lorsqu'il est nommé président du Tribunal du district de Lausanne, poste qu'il gardera près de trente ans ; il démissionne le 4 octobre 1898, notamment pour des raisons de santé,,.
Benjamin Dumur, amateur d'histoire, poursuit des recherches historiques et généalogiques et collabore au lancement de la Revue historique vaudoise en 1892. Il y publiera des études consacrées à Lausanne et, principalement, à l'Ancien Régime. Il collabore également au Dictionnaire historique du canton de Vaud et à la Gazette de Lausanne. En outre, il participe au sein de diverses commissions à la rédaction de textes législatifs,,.
Notable de la ville, il est membre de nombreuses sociétés locales, en particulier du Comité pour la restauration de la cathédrale et de l'Association du Vieux-Lausanne. En 1914, il fait don de sa bibliothèque et de ses archives à la Bibliothèque cantonale et universitaire,,.
Victime d'une attaque en 1913, il meurt à son domicile de Pully le 11 février 1915. Il est incinéré à Lausanne le 13 février.

## Publications
- Les ânes d'Ouchy, [S.l]. [ s.n.], [1861].
- « Les coutumes de Payerne : texte en vieux français. Précédées d’une note sur un recueil manuscrit de la Bibliothèque cantonale vaudoises (t. 2428, no 10) », In: Mémoires et documents publiés par la Société d'histoire de la Suisse romande, 2e série. - Lausanne. - T. 4, 1902, p. 209-244.
- Les sénéchaux de Lausanne et le château de Menthon : étude historique, Lausanne, 1903.
- « Les cinq merveilles de Lutry », In: Revue historique vaudoise, 1908, p. 353-365, 1908.
- « La seigneurie de Lausanne sous la domination bernoise », In: Revue historique vaudoise, 1909, p. 193-210; 225-245; 257-271.
- « Jean-Baptiste Plantin et sa famille », In: Mémoires et documents publiés par la Société d'histoire de la Suisse romande, 2e série. - Lausanne. - T. 9, 1911, p. 8-105
- Nicolas Bergier de Lausanne et la dernière des d'Estavayer à Moudon, Lausanne, 1911.
- « Notice sur les assemblées des anciens États de Vaud », In: Revue historique vaudoise, t. 20 (1912), p. 225-232; 277-284; 300-308; 321-330; 353-364; t. 21 (1913), p. 1-17.
- Anne van Muyden-Baird, Ouchy mon village : souvenirs de l’autre siècle : 1855-1880 ; accompagné d’une contribution de Benjamin Dumur et Maxime Reymond, Morges, 1989 (1re éd. 1943).

## Hommage
- Lausanne possède un chemin Benjamin-Dumur (il s'agit du renommage du tronçon du chemin de la Suettaz situé sur territoire lausannois, abouchant sur la route de Prilly), sur décision municipale de 1934[3].

## Sources
- Fonds : Dumur (Benjamin) (1838-1915) [8.20 ml].  Cote : P Dumur. Chavannes-près-Renens : Archives cantonales vaudoises (présentation en ligne).
- « Benjamin Dumur, juge au Tribunal du district de Lausanne, historien… » (1573 - fin du XXe siècle) [37 enveloppes, 1 planche]. Fonds : Dumur (famille); Cote : PP 538/131-147. Chavannes-près-Renens : Archives cantonales vaudoises (présentation en ligne).